# Suze Robertson
Pour les articles homonymes, voir Robertson.

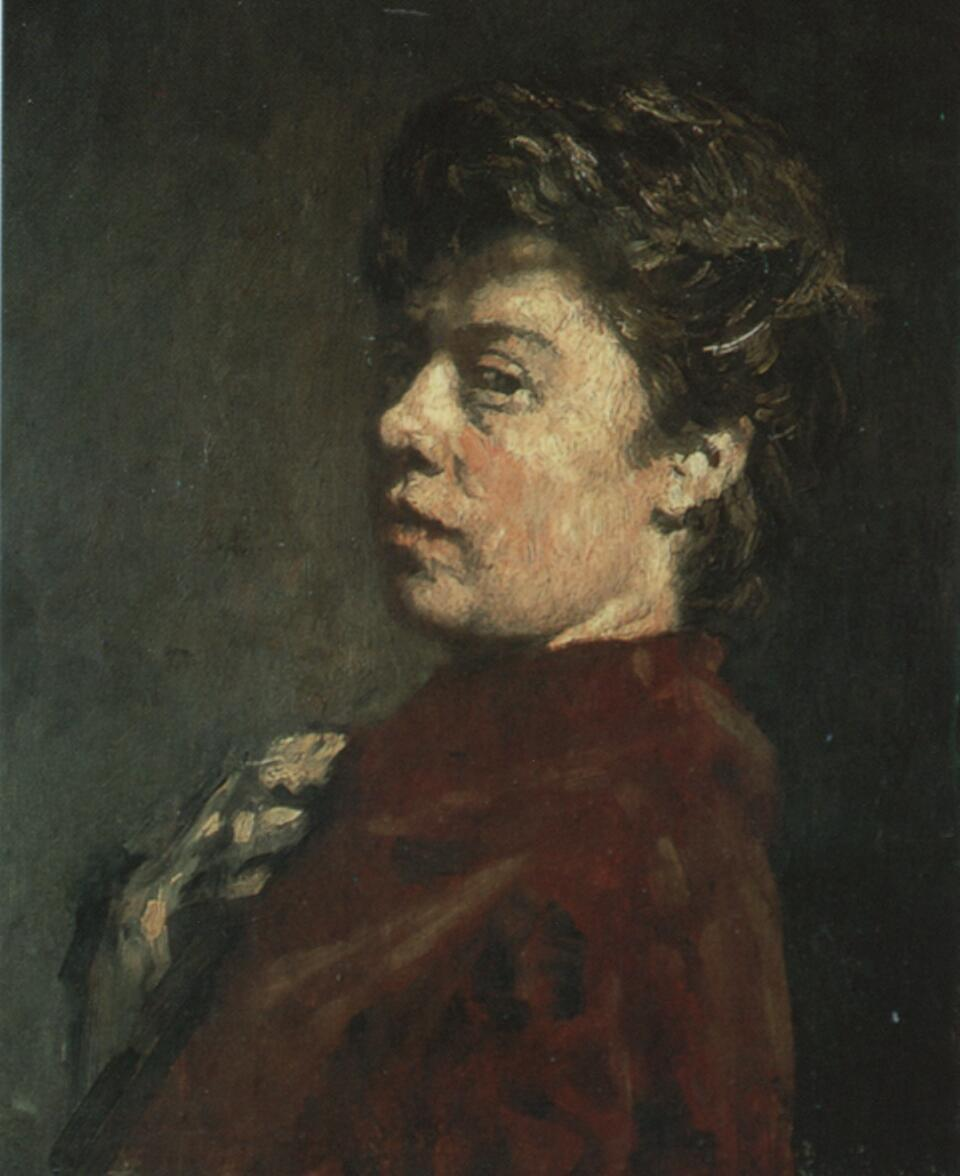
Autoportrait en 1890.

Suze Robertson, née le 17 décembre 1855 à La Haye et morte le 18 octobre 1922 dans la même ville, est une peintre néerlandaise. Elle fait partie d'un groupe d'artistes connu sous le nom d'Amsterdamse Joffers.

## Biographie
Suze Robertson naît le 17 décembre 1855 à La Haye, dans une famille de commerçants. Sa mère meurt lorsqu'elle a deux ans et elle est élevée par son oncle et sa tante. Elle fait preuve d'un talent précoce pour le dessin et commence ses études en 1874 à l'Académie royale des beaux-arts de La Haye où elle est l'élève de Jan Philip Koelman. Elle y remporte une médaille de bronze et deux médailles d'argent. En 1876, elle suit des cours de dessin à l'école polytechnique de Delft.
L'apprentissage de la peinture hors de la nature morte n'est alors pas chose aisée pour une femme. En 1878, refusant de ne pas avoir accès aux cours d'après modèles vivants nus, alors réservés aux hommes, elle  s'inscrit à la Académie Willem de Kooning, nommée alors « Rotterdamse Academie », qui donne accès à ces cours du soir. Cela fait scandale parmi les étudiants, et donne lieu à une lettre ouverte dans le quotidien catholique néerlandais De Maasbode le 1er décembre 1878, avançant qu'il est « inapproprié que de jeunes dames, assises au milieu d'élèves et de membres de l'Académie, participent en public à de telles leçons ». La direction rappelle cependant le règlement donnant accès à ces cours pour toute personne inscrite à l'Académie.
Jusqu'en 1882, elle donne des cours de dessin pour les jeunes filles à Rotterdam tout en prenant des cours le dimanche auprès de Petrus van der Velden à La Haye, et choisit ensuite une carrière d'artiste. Ses œuvres représentent des personnages simples dans des intérieurs de ferme et des scènes brutes de la vie à la ferme rappellent les premiers Mangeurs de pommes de terre de Vincent van Gogh et l'on dit qu'ils admiraient leurs œuvres respectives.
À partir de 1885 et pendant 4 ans, elle obtient une bourse importante qui lui permet de voyager à la recherche d'inspiration, mais aussi de faire vivre sa famille, et de confier sa fille unique à une famille d'accueil pour se consacrer à son art.
Lors de son séjour à Rotterdam, Suze Robertson fait scandale en insistant pour que ses élèves puissent dessiner à partir d'un modèle nu. Elle épouse le peintre Richard Bisschop en 1892, et devient membre du Pulchri Studio et d'Arti et Amicitiae. Robertson continuera après son mariage de signer ses toiles de son nom de naissance. Elle obtiendra d'ailleurs l'accès pour les femmes au Pulchri Studio.
Au cours des années suivantes, elle expose beaucoup et remporte plusieurs médailles, dont une de bronze à l'Exposition Universelle (1900). En 1907, ses œuvres sont présentées lors de la vente d'ouverture de la nouvelle succursale du Larensche Kunsthandel à Amsterdam, où elle vend des œuvres pour un total de 10 000 florins, ce qui constitue à l'époque un record.
Suze Robertson meurt le 18 octobre 1922 dans sa ville natale.

## Œuvre
Les sujets des peintures de Robertson sont souvent des femmes, car il était alors plus simple de recevoir des femmes dans son atelier. Ces femmes ne posent pas statiques mais sont en action. Elle se distingue de la peinture habituellement pratique à l'école de La Haye par ses couleurs, et ne s'intègre pas non plus au mouvement romantique néerlandais des Tachtigers, qui peignait en nuances de brun.
Un critique de 1900 note que les couleurs de Robertson sont au service de sa vision plus que du réalisme, et que celles-ci sont trop contrastées pour être classées dans un courant. Ses peintures n'idéalisent pas le quotidien, mais montrent la vie quotidienne difficile des femmes à son époque.
Robertson était convaincue de son talent, et affirmait volontiers « Mieux vaut être convaincue qu'ignorée ». Elle ne voulait pas être dérangée et aimait travailler seule, n'encourageant pas une publicité active autour de sa personne, ses documents personnels sont par ailleurs longtemps restés inaccessibles, ce qui n'a pas aidé à son passage à la postérité.

## Réception par la critique
En 1880, son tableau Het Steegje (La ruelle), peint d'après une photographie prise dans la ville de Leidschendam, lui vaut de nombreuses critiques positives. Il lui attire aussi quelques commentaires plus incisifs tels que le journal néerlandais Het Vaderland, qui le décrit ainsi « Dommage que de son art se dégage encore un tel sentiment déplaisant, à cause de son goût pour les teintes noirâtres et les ombres. On dirait qu'elle peint avec de la suie ».
La critique lui reproche longtemps d'être trop sombre et ne pas peindre ce qu'on attend d'une femme. En 1911, le quotidien néerlandais Algemen Dagblad attaque son travail en affirmant « Cette œuvre présente sans nul doute de belles et grandes qualités, mais pour trouver quelque chose de féminin dans ces peintures épaisses, lourdes, toutes barbouillées de fumée, il faut penser à Das dritte Geschlecht (« Le troisième sexe », roman de Ernst von Wolzogen, paru en 1899, sur une protagoniste bisexuelle). Ou peut-être à ces femmes mal fagotées, d eces temps où les féministes pensaient encore que, pour obtenir le droit de vote, elles devaient être le moins séduisantes possibles ».
Robertson bénéficie en 1899 d'une reconnaissance dans son pays, et elle accède à la notoriété internationale durant les 15 dernières années de sa vie. Des centaines de ses œuvres sont exposées dans plusieurs expositions. L'historienne d'art Grada Hermina Marius dit à son propos : « Robertson est indéniablement la plus grande artiste, la seule femme peut-être de notre époque dont la féminité se manifeste dans son art non pas comme une faiblesse mais comme une force ».
Des peintres qui la suivent, tels que Charley Toorop et Piet Mondrian, estiment son travail, et le poète et critique d'art Albert Plasschaert déclare « Si nous cherchons des précurseurs des peintres modernes, nous pouvons regarder du côté de ces deux artistes hollandais : Vincent Van Gogh, naturellement, mais aussi Suze Robertson ».

## Expositions monographiques
Une exposition « Suze Robertson. Toegewijd, eingenzinnig, modern » (Suze Robertson. Dédiée à son art, originale, moderne) lui est dédiée au musée Panorama Mesdag à La Haye, du 24 septembre 2022 au 5 mars 2023.

## Peintures

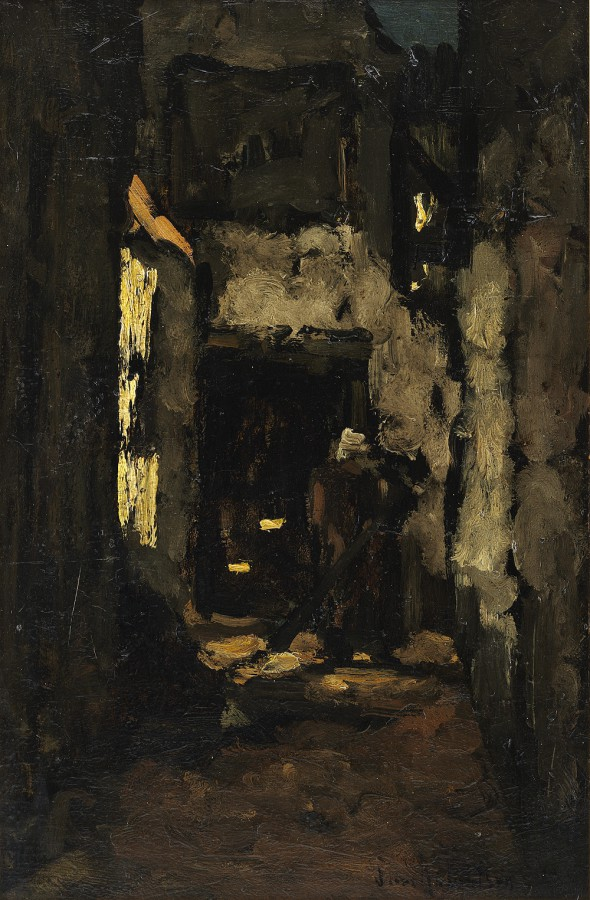
S. Robertson, La ruelle (Het Steegje), 1880, collection privée.
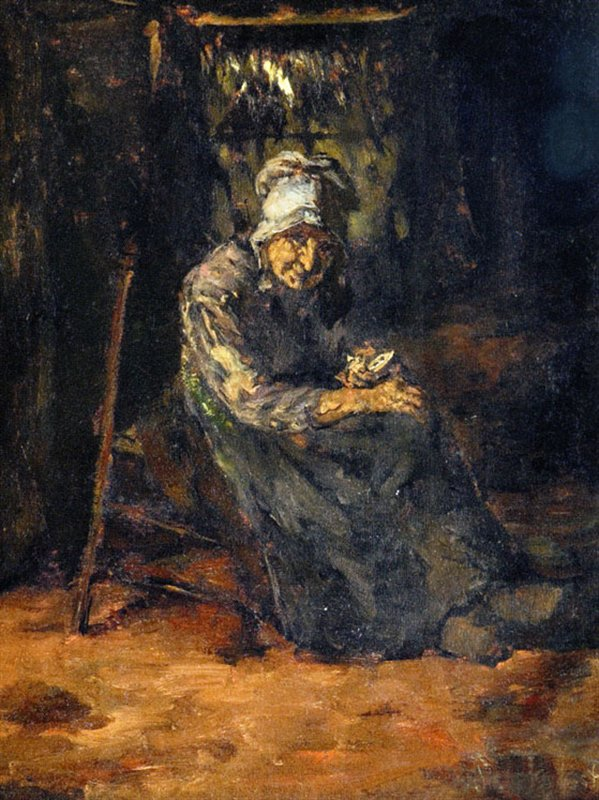
S. Robertson, La liseuse de cartes, 1883, huile sur toile marouflée sur panneau, Stedelijk Museum Breda.
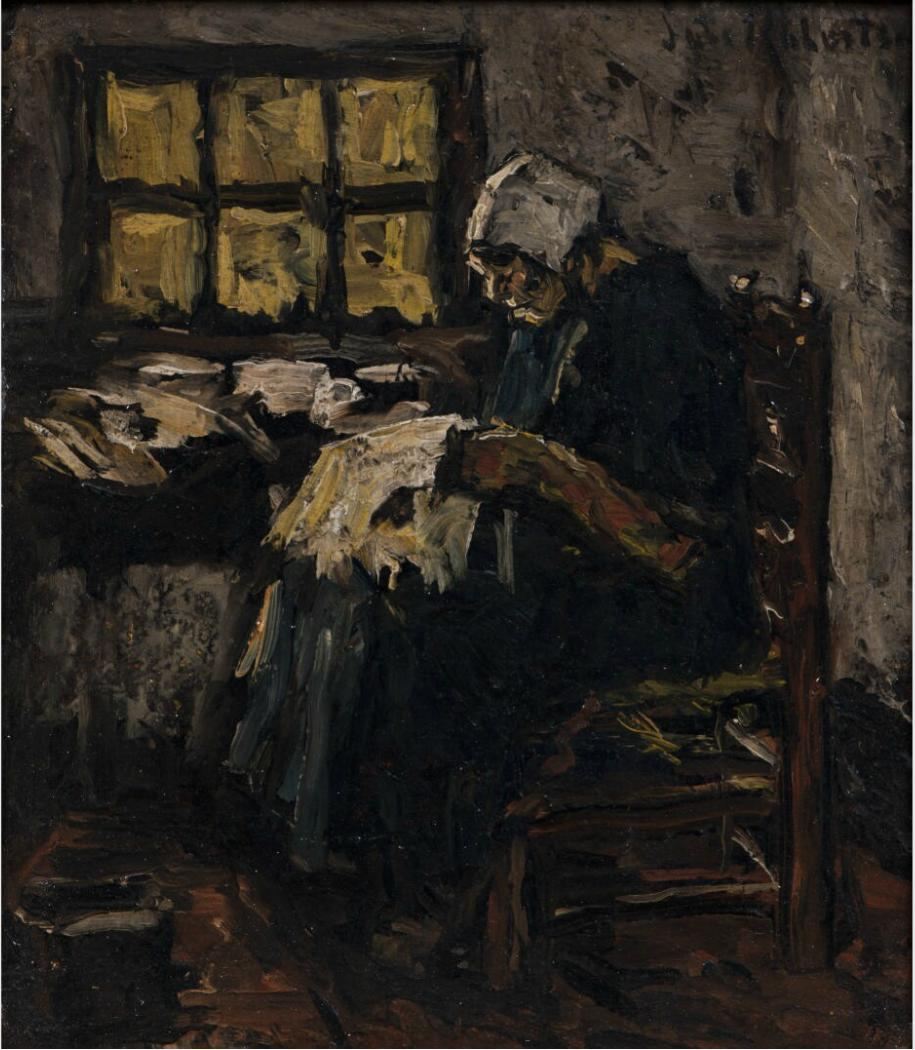
S. Robertson, Femmes cousant, 1886-89, huile sur panneau, Gemeentemuseum Helmond.
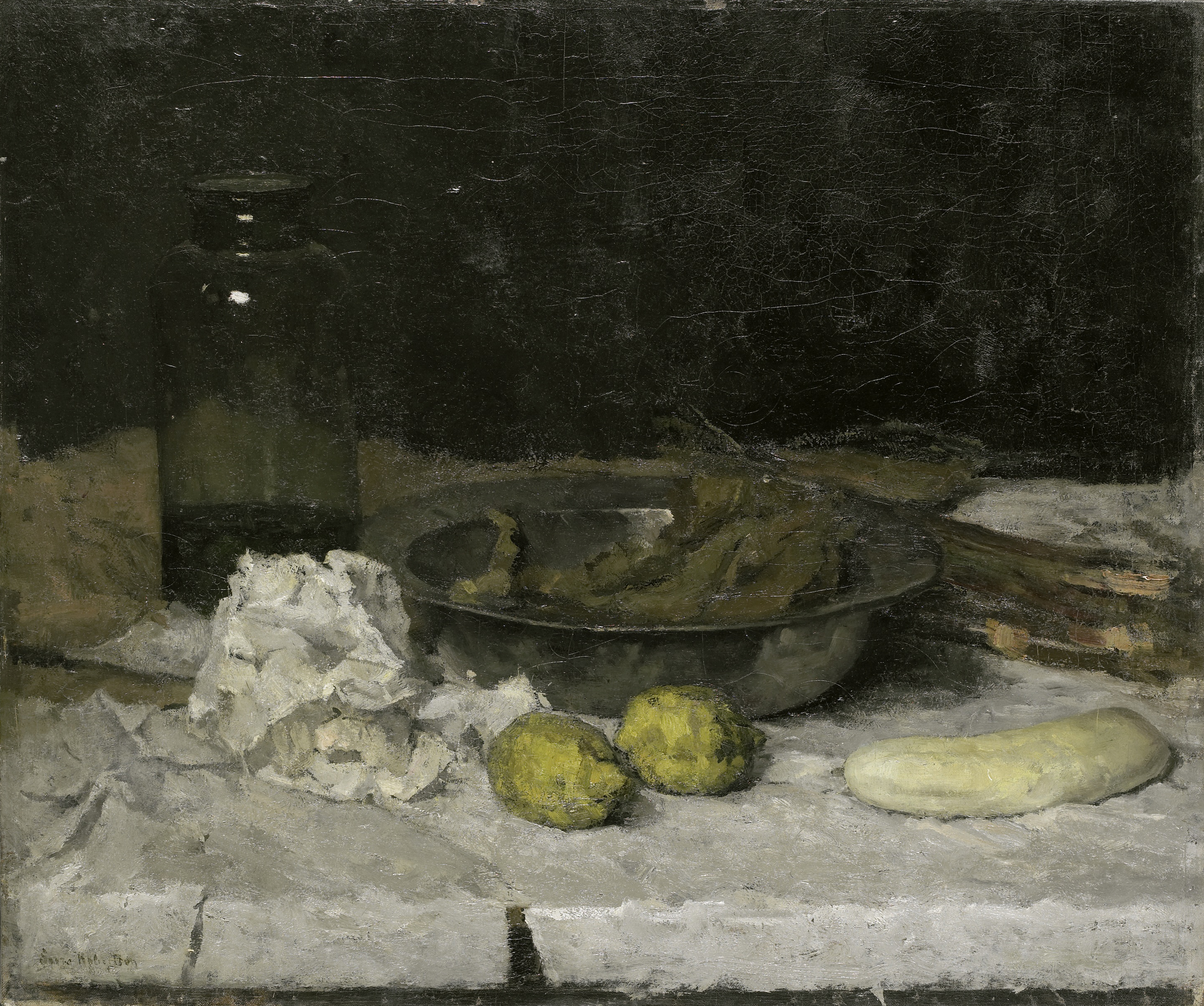
S. Robertson, Still Life, 1892, peinture à l'huile sur toile, Rijksmuseum.
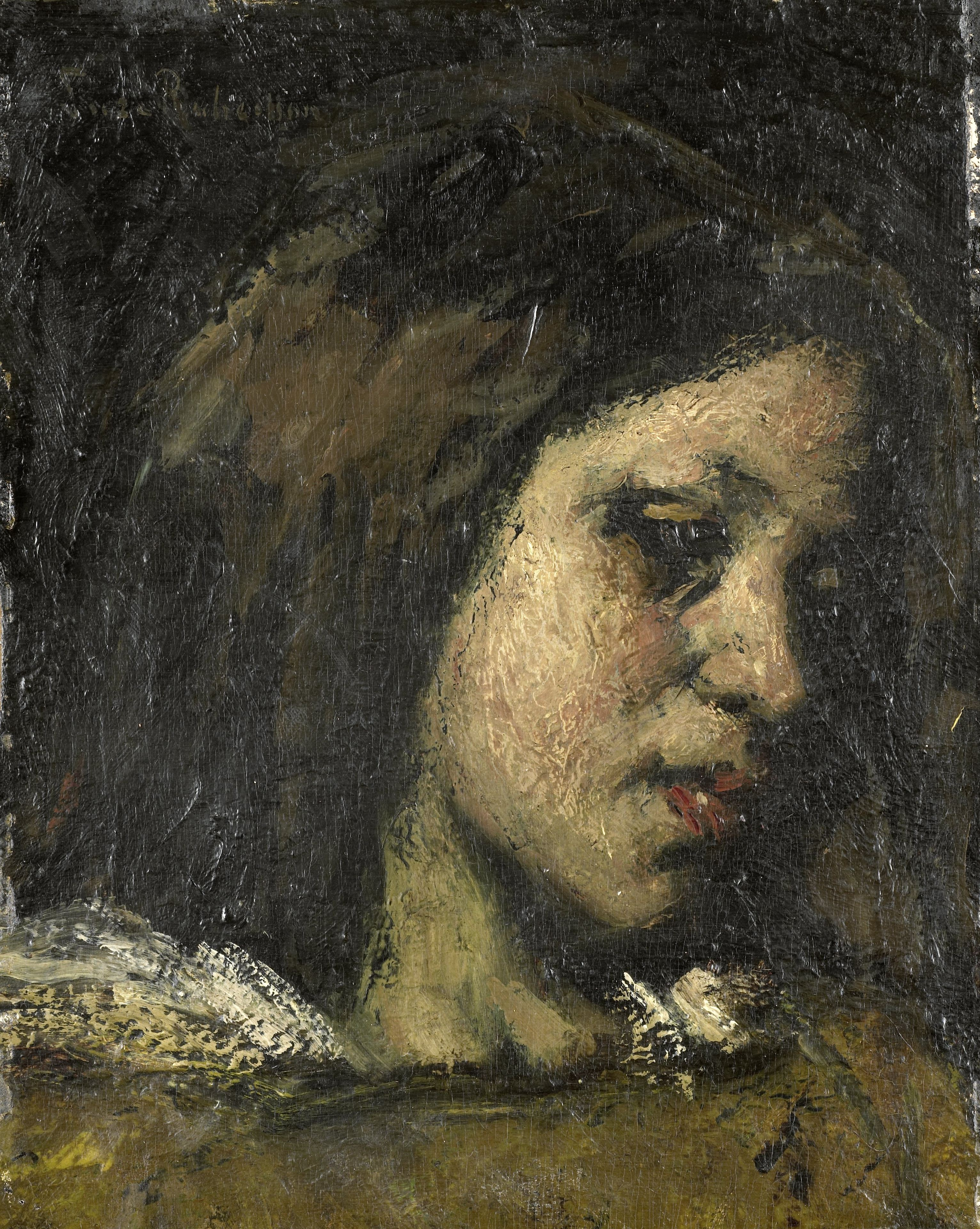
S. Robertson, Portrait d'une jeune femme, 1895-98 ; huile sur toile, Rijksmuseum.
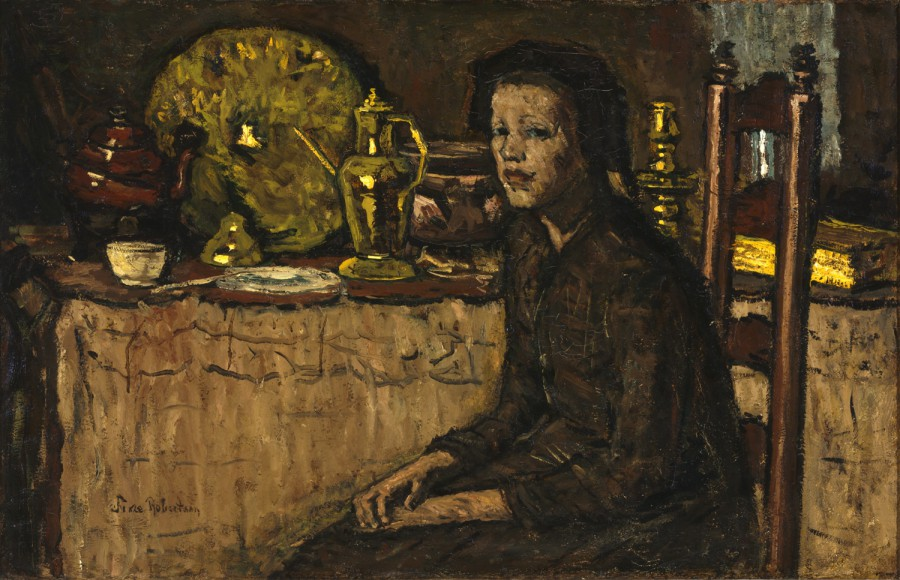
S. Robertson, décrochage antique, ch. 1900, huile sur toile, Centraal Museum, Utrecht.
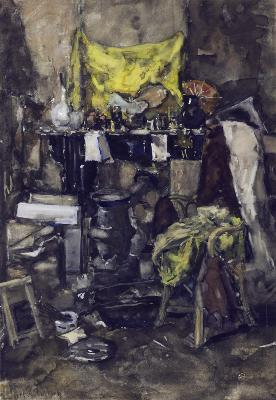
S. Robertson, Corner of the Artists' Studio, avant 1905, aquarelle sur papier, Groninger Museum.
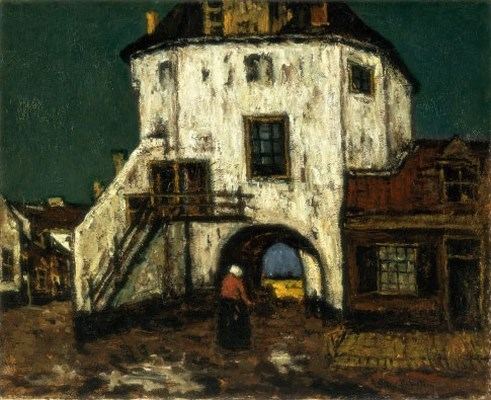
S. Robertson, La porte du pêcheur à Harderwijk, 1908-10, huile sur toile, Stedelijk Museum Amsterdam.
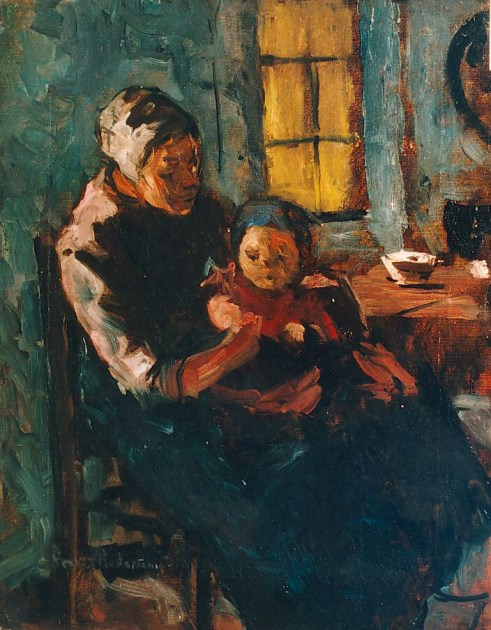
S. Robertson, Mère et enfant, v. Années 1910, huile sur toile, collection privée.
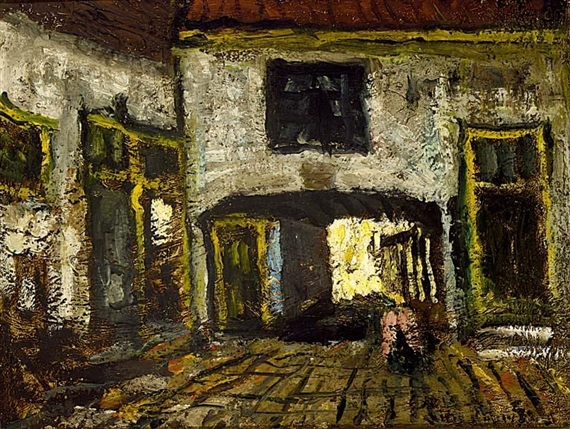
S. Robertson, Courtyard with a Work by Johan Buning, avant 1922, huile sur panneau, collection privée.
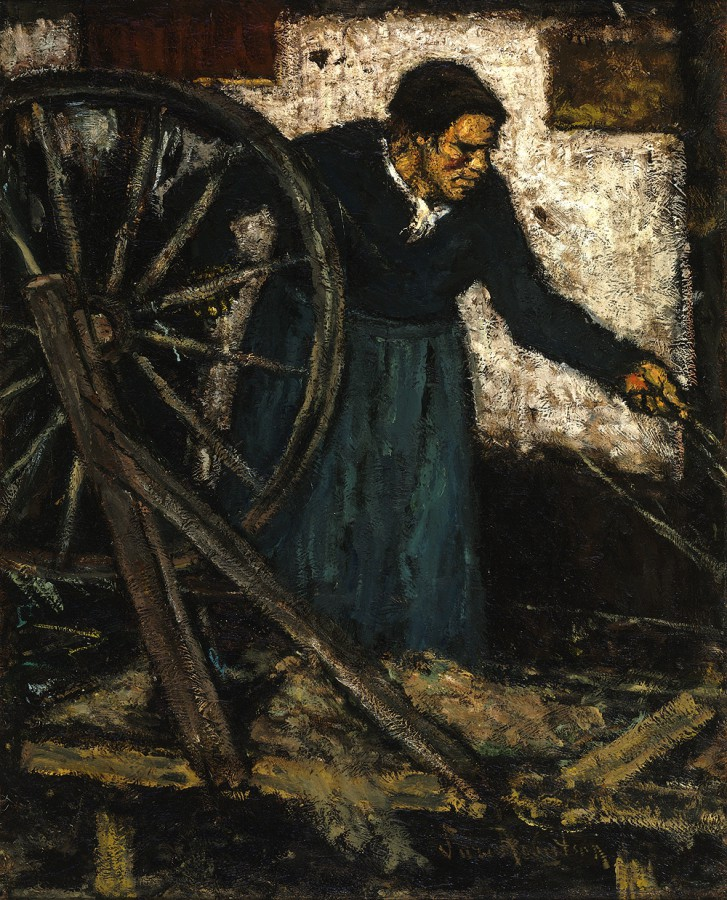
S. Robertson, Femme debout filant, sans date, huile sur toile.